# Baboucarr Jatta
Baboucarr Jatta (* 26. Dezember 1960 in Tujereng) ist ein ehemaliger gambischer Offizier und Politiker.

## Leben
Jatta, ein Muslim der Volksgruppe der Diola, besuchte von 1976 bis 1980 die Gunjur die Secondary Technical School und von 1980 bis 1983 die  die St. Augustine’s High School in Banjul.
Nach seinem Schulabschluss trat er im August 1983 als neuer Rekrut in die Gambia National Army ein. Er stieg kontinuierlich in den Rängen auf: Second Lieutenant (März 1985), Lieutenant (April 1988), Captain (September 1988) und Major (August 1993). Während dieser Zeit diente er 1991 mit dem gambischen Kontingent in der ECOWAS-Überwachungsgruppe in Liberia. Am 1. August 1994, eine Woche nach dem Putsch von Yahya Jammeh, an dem er nicht beteiligt war, wurde er zum Lieutenant Colonel befördert und zum neuen Befehlshaber der Armee ernannt. Eine seiner ersten Aktionen bestand darin, zur Niederschlagung des Putschversuches von Basiru Barrow im November 1994 beizutragen. Im August 1997 wurde er zum Colonel befördert, bevor er im August 1999 zum Oberbefehlshabers der Streitkräfte (CDS) der Gambia Armed Forces (GAF) ernannt wurde.
Im November 2004 wurde Jatta aus der GAF entlassen, nachdem die Paul-Kommission festgestellt hatte, dass er öffentliche Gelder für den Bau eines Privatgebäudes für seine Familie verwendet hatte. Er gewann Jammehs Gunst zurück und wurde im März 2005 zunächst zum designierten Botschafter in Kuba und dann zum  Innenminister und Religionsminister (englisch Sec. of State for Interior & Religious Affairs) ernannt, aber im  November 2006 entlassen und durch Ousman Sonko ersetzt.
Anschließend wurde er Geschäftsführer eines Bauunternehmens. Am 3. März und am 18. April 2019 sagte er als Zeuge vor der Truth, Reconciliation and Reparations Commission aus.